# Supreme Commander 2
Supreme Commander 2 est un jeu vidéo de stratégie en temps réel développé par Gas Powered Games et édité par Square Enix, sorti en 2010 sur PC (Windows) et Xbox 360. 
Une démo exclusive à Windows a été initialement publiée sur Steam le 24 février 2010. Le jeu complet est disponible quelques jours plus tard, le 2 mars 2010. 
En mai 2010, une version Mac OS X de Supreme Commander 2 a été annoncée par l'éditeur Virtual Programming. Le jeu est disponible le 24 septembre 2010 et le pack d'extension Infinite War Battle Pack en juillet 2011.
Les critiques sont mitigées à la sortie du jeu qui obtient 77 sur 100 sur la base de 54 critiques sur Metacritic.

## Scénario
À la suite de l'invasion séraphimes de la galaxie qui suivit la fin des mille années de la Guerre Infinie développée dans l'extension Supreme Commander Forged Alliance, les trois factions en conflit de l'Humanité (la Fédération Terrienne Unie, les Illuminés Aeons et la Nation Cybrane) se sont unies au sein de la Coalition de Défense Coloniale. Mais après 25 ans de paix, l'assassinat du Président de la Coalition provoque l'éclatement de l'alliance. En effet, chaque partie nie toute responsabilité dans le meurtre et accuse les deux autres ce qui sonne le retour de la guerre. Chaque faction dispose de sa campagne qui lui est propre:
- Pour celle de la FTU, vous contrôlez le commandeur Dominic Maddox, marié et père d'un enfant, qui, quand ses supérieurs apprennent que sa femme est une Illuminée, le retirent de ses fonctions. Mais ce dernier refuse et se doit de tuer ses coéquipiers pour conserver sa place dans la FTU, il va jusqu'à tuer son propre supérieur, le colonel Rodgers et détruire le système furtif qui cache un portail secret. Cet évènement entraîne la deuxième phase de la campagne.
- La deuxième phase (consacrée aux Illuminés d'Aeon) est consacrée à la commandante Thalia Kael, une illuminé fugitive qui traque Gauge, un cybran déconnecté du réseau qui l'a manipulée. En effet, elle a commis plusieurs exactions sous l'influence de ce dernier. Prenant conscience qu'elle a été malmenée, elle unit à celles de Maddox et lutte contre les Commandeurs des gardiens royaux - la faction ennemie du jeu. Elle gagne contre Gauge qui s'enfuit. Cette fuite ouvre la troisième phase de la campagne dédiée à la faction Cybran.
- Elle commence sur la planète Seraphim VII et suit Ivan Brackman (un clone composite génétique expérimental du Dr Brackman et du commandant d'élite Dostya), un ancien colocataire de Maddox, qui combat sous la direction du Dr Brackman. Ce dernier informe Ivan qu'il existe une technologique capitale pour la victoire : la Shiva Prime. Dr Brackman révèle en outre l'origine de Gauge, le qualifiant de "Proto-protocybran" qu'il rencontre après la fuite de ce dernier. Ivan reçoit un appel de détresse du Dr Snyder dont les installations sont attaquées par les Gardiens royaux. Ivan se rend compte qu'il tente d'être accaparé par le duo Gauge/Brackman qui veulent utiliser le Shiva Prime pour faire gagner définitivement la faction cybran. Ivan veut aider Snyder, se rend sur Altair II où il s'allie avec Thalia et Maddox qui repoussent un assaut des Gardiens. Ensuite, Ivan retourne à Seraphim VII pour affronter Gauge qui veut détruire la planète Altair II. Ivan gagne et prend conscience qu'il faut détruire Shiva Prime pour éviter une nouvelle guerre infinie entre les trois factions qui chercheront la contrôler. Ivan choisit son camp et explose le dispositif technologique. Tout le monde retourne dans sa famille mais Gauge a survécu et Brackman lui propose un nouveau plan pour conquérir le monde.

## Système de jeu
A l'instar de Supreme Commander, le jeu est basé sur le Commandeur. Ce robot bipède a été créé par les différentes factions pour être téléporté via des portes quantiques à travers la galaxie. Le Commandeur et ses assistants sont les seules unités pilotées, les autres étant totalement robotisées.
Les unités et structures sont réparties en quatre niveaux de technologies. Améliorer les structures et produire des robots-ingénieurs de niveaux supérieurs permet de produire des unités de plus en plus sophistiquées et puissantes. 
- Le niveau technologique 1 permet de produire des unités à faible coût.
- Le niveau technologique 2, outre une amélioration des unités d'assaut, permet de produire des défenses à très forte puissance d'arrêt.
- Le niveau technologique 3 permet de produire des unités offensives extrêmement puissantes capables de percer les bases les plus retranchées.
- Les unités « expérimentales » sont les unités les plus puissantes mais ont des coûts de productions prohibitifs.

## Gestion des ressources
La FTU ayant développé les nanotechnologies et la réplication, seules l'énergie et la masse sont nécessaires. En début de partie, ces ressources sont produites par des générateurs et des extracteurs ou en récupérant les ressources issues des déchets disséminés sur la carte. Il est aussi possible de transformer de l'énergie en masse grâce aux générateurs du même nom. 

## Configuration requise[6]
Minimum: 
OS: Windows XP/Vista/Windows 7
Processeur: 3.0 GHz ou plus, AMD or Intel CPU
Mémoire: 1Go RAM (XP) 1.5Go RAM (Vista / Win 7)
Graphique: 256 Mo VRAM avec Pixel Shader 3.0
DirectX®: DirectX 9.0
Disque dur: 4-5 Go
Sound: Aucun matériel audio accéléré requis
Autres exigences: connexion Internet avec câble
Recommandé:
OS: Windows XP/Vista/Windows 7
Processeur: 2.6 GHz ou plus, Dual Core AMD or Intel CPU
Mémoire: 2Go RAM (XP) 2Go RAM (Vista / Win 7)
Graphique: 256 Mo VRAM DX9 compliant avec Pixel Shader 3.0
DirectX®: DirectX 9.0
Disque dur: 4-5 Go
Sound: Aucun matériel audio accéléré requis

## Accueil
A sa sortie, le jeu a reçu un accueil mitigé. Bien qu'il ait été salué le jeu en tant que titre autonome, il a été perçu par bien des critiques comme une version simplifiée de Supreme Commander. 
Alec Meer, dans son article pour Eurogamer, a émis une prédiction "une grande partie de la base de fans de Supreme Commandera sera frileuse", et Tom Francis, dans son article pour PC Gamer UK, l'a résumé de cette manière : " un jeu qui résout les problèmes d'accessibilité du premier jeu acheté principalement par des gens qui ne voulaient pas les résoudre". 
Sur Metacritic, qui regroupe un large éventail de critiques et attribue une note moyenne, le jeu a reçu 77 sur 100 sur la base de 54 critiques. Le jeu original Supreme Commander a reçu 86 sur 100 sur Metacritic. 
Après sa sortie, le jeu a reçu plusieurs mises à jour et modifications majeures. Par exemple, une mise à jour publiée en octobre 2010 a remanié la façon dont les constructions étaient payées. Ces changements ont été largement salués et les critiques ont considéré que le jeu  a ainsi pu évoluer positivement. Par exemple, Tom Francis, qui avait donné au jeu une note de 85 sur 100 lors de sa sortie, a déclaré en octobre 2010 que s'il l'avait évalué en octobre 2010, il lui aurait donné 90. PC Gamer UK a nommé Supreme Commander 2 "Jeu coopératif de l'année" en 2010.
Pour jeuxvideo.com, les parties sont plus courtes, le jeu est plus nerveux et moins stratégique que son prédécesseur. Enfin, Supreme Commander 2 est considéré comme une "initiation de luxe" de ce dernier qui lui fait "un peu perdre son âme". 
| Supreme Commander 2   |      |        |
| Média                 | Pays | Notes  |
| Eurogamer             | US   | 8/10   |
| GameSpot              | US   | 80 %   |
| IGN                   | US   | 84 %   |
| Jeuxvideo.com         | FR   | 16/20  |
| Compilations de notes |      |        |
| Metacritic            | US   | 77 %   |
| GameRankings          | US   | 77,3 % |